# Wolfgang Staudte
Wolfgang Staudte, Georg Friedrich Staudte; (Saarbrücken, 1906. október 9.– Maribor, 1984. január 19.) német filmrendező, forgatókönyvíró, színész.

## Filmjei (kivonat)
- Zwischengleis – 1978
- Razbunarea – 1972
- A Bárány – 1964
- A búcsú – 1960
- Háromgarasos opera (Koldusopera) – 1963
- Rózsák az államügyésznek (Rosen für den Staatsanwalt)(wd)– 1959
- Rose Bernd – 1956
- Jelzőtűz – 1954
- A kis Muck története – 1953
- Az alattvaló – 1951
- Az erőszak árnyékában – 1949
- A gyilkosok köztünk vannak – 1946